# Alondra Nelson
Alondra Nelson (nacida el 22 de abril de 1968) es una académica, asesora política, administradora sin ánimo de lucro y escritora estadounidense. Ocupa la cátedra Harold F. Linder y es profesora en la Facultad de Ciencias Sociales del Institute for Advanced Study, un centro de investigación independiente de Princeton, Nueva Jersey. Desde marzo de 2023, es miembro sénior distinguida del Center for American Progress. En octubre de 2023, fue propuesta por la Administración Biden-Harris y nombrada por el Secretario General de las Naciones Unidas António Guterres para el Órgano Asesor de Alto Nivel de la ONU sobre Inteligencia Artificial.
De 2021 a 2023, Nelson fue ayudante adjunta del presidente Joe Biden y subdirectora principal de ciencia y sociedad de la Oficina de Política Científica y Tecnológica (OSTP) de la Casa Blanca, donde desempeñó las funciones de directora de febrero a octubre de 2022. Fue la primera afroamericana y la primera mujer de color en dirigir la OSTP. Antes de su cargo en la Administración Biden, fue durante cuatro años presidenta y consejera delegada del Consejo de Investigación en Ciencias Sociales, una organización internacional independiente y apartidista sin ánimo de lucro. Anteriormente, Nelson fue profesora de Sociología en la Universidad de Columbia, donde ocupó el cargo inaugural de Decana de Ciencias Sociales, así como directora del Instituto de Investigación sobre la Mujer y el Género. Comenzó su carrera académica en la facultad de la Universidad de Yale.
Nelson escribe y da conferencias sobre las intersecciones de la ciencia, la tecnología, la medicina y la desigualdad social. Es autora o editora de artículos, ensayos y cuatro libros, el más reciente de los cuales es The Social Life of DNA: Race, Reparations, and Reconciliation after the Genome.

## Primeros años y educación
En 1994, Nelson se licenció en Antropología, magna cum laude, por la Universidad de California, San Diego, en 1994. Mientras estuvo allí, fue elegida miembro de Phi Beta Kappa. Obtuvo un doctorado en estudios americanos por la Universidad de Nueva York en 2003.

## Carrera profesional
Desde el otoño de 1999 hasta la primavera de 2001, Nelson fue becaria de tesis de la Universidad de Nueva York en el Departamento de Estudios Americanos del Skidmore College.
De 2003 a 2009, Nelson fue profesora adjunta y profesora asociada de estudios afroamericanos y sociología en la Universidad de Yale, donde recibió el Premio Poorvu a la Excelencia Docente Interdisciplinar y fue Faculty Fellow en Trumbull College. En Yale, Nelson fue la primera mujer afroamericana en incorporarse al cuerpo docente del Departamento de Sociología desde su fundación 128 años antes.
Nelson fue contratada en Columbia procedente de Yale en 2009 como profesora asociada de Sociología y Estudios de Género. Fue la primera afroamericana titular en el Departamento de Sociología de esta institución. En Columbia, dirigió el Instituto de Investigación sobre la Mujer y el Género (ahora Instituto de Género y Sexualidad), fundó el Consejo de la Mujer, el Género y la Sexualidad de la Universidad de Columbia, y fue la primera decana de Ciencias Sociales para la Facultad de Artes y Ciencias.
Como decana, Nelson dirigió el primer proceso de planificación estratégica para las ciencias sociales en la Universidad de Columbia, reestructuró con éxito el Instituto de Investigación y Política Social y Económica, y ayudó a establecer varias iniciativas, como el programa Atlantic Fellows for Racial Equity, la Iniciativa Eric J. Holder para los Derechos Civiles y Políticos, el programa de becas June Jordan, el Programa de Medicina de Precisión y Sociedad,  y el Centro Sabancı de Estudios Turcos.
Dejó la facultad de la Universidad de Columbia en junio de 2019 para asumir la cátedra Harold F. Linder en el Institute for Advanced Study, "la organización de Princeton, Nueva Jersey, que una vez albergó a personajes como Albert Einstein y J. Robert Oppenheimer."
En febrero de 2017, la junta directiva del Consejo de Investigación en Ciencias Sociales (SSRC por sus siglas en inglés) anunció la elección de Nelson como decimocuarta presidenta y directora ejecutiva de la organización, sucediendo a Ira Katznelson. Fue la primera afroamericana, la primera persona de color y la segunda mujer en dirigir el Consejo de Investigación en Ciencias Sociales. El mandato de Nelson como presidenta del SSRC finalizó en 2021 y fue aclamada como "transformadora", especialmente en las áreas de innovación intelectual y colaboración institucional.
En el SSRC, estableció programas en las áreas de nuevos medios y tecnología emergente; democracia y política; colaboración internacional; investigación social anticipatoria, y el estudio de la desigualdad, incluyendo: la Social Data Initiative, "un ambicioso proyecto de investigación que tenía como objetivo dar acceso a los académicos a conjuntos de datos de Facebook con el fin de examinar el impacto de la plataforma en la democracia," las becas Just Tech Fellowship, el proyecto MediaWell, una plataforma de investigación sobre efectos de la información errónea (misinformation) y la información falsa (disinformation), el programa de becas de investigación Democratic Anxieties in the Americas, el programa de colaboración Transregional Collaboratory on the Indian Ocean, la beca Religion, Spirituality, and Democratic Renewal, el programa Arts Research with Communities of Color, la iniciativa Inequality Initiative, y la ampliamente elogiada e influyente plataforma COVID-19 and the Social Sciences.
Antes de su nombramiento en la Casa Blanca, Nelson formó parte de los consejos de administración de la American Association for the Advancement of Science, la Andrew W. Mellon Foundation, el Center for Research Libraries, el Data and Society Research Institute, el Rockefeller Archive Center, la Russell Sage Foundation, la Fundación Teagle, y la United States International University Africa en Nairobi, Kenia. 
Alondra Nelson es directora de la Brotherhood/Sister Sol;, una organización de desarrollo juvenil con sede en Harlem, de la Fundación John D. y Catherine T. MacArthur, del Proyecto Inocencia, y de Mozilla. También fue elegida miembro de la junta de Asuntos Afroamericanos de Monticello (Virginia) y forma parte del consejo asesor del Proyecto de Historia Oral de la Presidencia de Obama.
De 2014 a 2017, Nelson fue comisaria académica de la YWCA de la ciudad de Nueva York y también fue miembro de su comité de programas.
Nelson fue miembro en 2017 del jurado de la edición inaugural del Aspen Words Literary Prize. Fue asimismo miembro del jurado del programa Andrew Carnegie Fellows de 2018 a 2021, y a partir de 2023.
Nelson ha sido elegida miembro de la Academia Americana de las Artes y las Ciencias, la Academia Nacional de Medicina (NAM), la Asociación Americana para el Avance de la Ciencia, la Academia Estadounidense de Ciencias Políticas y Sociales, y la Asociación de Investigación Sociológica. Es miembro vitalicio del Consejo de Relaciones Exteriores.
Antes de incorporarse a la Administración Biden, Nelson fue copresidenta del Comité de Ciencia, Tecnología e Innovación Emergentes de la Academia Nacional de Medicina y miembro del Comité sobre Investigación de la Computación Responsable en la Academia Nacional de Ingeniería. Ha sido miembro de la Red sobre Inteligencia Artificial, Internet de las Cosas y el Futuro fe la confianza del Foro Económico Mundial, y del Council on Big Data, Ethics, and Society. 
Nelson fue presidenta de la sección de Ciencia, Conocimiento y Tecnología de la American Sociological Association. De 2020 a 2021, fue presidenta electa de la asociación académica internacional, la Society for Social Studies of Science, cargo que abandonó al asumir el de subdirectora de ciencia y sociedad de la OSTP.
Nelson ha sido profesora visitante o becaria en el Instituto Max Planck de Historia de la Ciencia, el Centro BIOS para el Estudio de la Biociencia, la Biomedicina, la Biotecnología y la Sociedad de la London School of Economics, la Academia Americana de Baviera, la Academia de Bayreuth y el Centro Internacional de Estudios Avanzados de la Universidad de Nueva York.

## Nombramientos políticos y servicio público
El 17 de febrero de 2022, el presidente Joe Biden anunció que Nelson, a quien había nombrado previamente subdirectora de ciencia y sociedad en la Oficina de Política Científica y Tecnológica (OSTP), dirigiría la OSTP hasta que se confirmara su dirección permanente. Fue la primera persona negra y la primera mujer de color en dirigir la OSTP en los 46 años de historia de la oficina. 
En este puesto interino, Nelson dirigió "las seis divisiones políticas de la OSTP en su trabajo para avanzar en las prioridades críticas de la administración, incluidas las inversiones pioneras en energía limpia; una Declaración de Derechos de las personas para las tecnologías automatizadas; una estrategia nacional para la equidad STEM; el nombramiento del Director Nacional de Tecnología; orientación basada en datos para la aplicación de la Ley Bipartidista de Infraestructura; una iniciativa transformadora de Salud Conectada a la Comunidad que salva vidas; y programas para garantizar que los EE.UU. sigan siendo un imán para los mejores innovadores y científicos del mundo".  Nelson ocupó el cargo de directora en funciones de la Oficina del Director del Departamento de Ciencia, Tecnología e Innovación.
Su nombramiento en enero de 2021 como subdirectora de ciencia y sociedad de la OSTP fue elogiado como una "elección inspirada" de "una distinguida académica y líder de pensamiento", cuya "erudición sobre genética, desigualdad social y discriminación médica es profundamente perspicaz y enormemente influyente en múltiples campos, sobre todo por su enfoque en la excelencia, la equidad y la justicia en la innovación científica y médica". Otros anticiparon que Nelson "abriría... muchas puertas... para [crear] un gobierno más inclusivo"; Protocol dijo que era "la encarnación" del compromiso del candidato Biden "de aportar una perspectiva de derechos civiles a todas las políticas de su administración, incluida la política tecnológica"  La revista Science informó de que el nombramiento de Nelson reflejaba la preocupación del Presidente Biden por el modo en que "los beneficios de la ciencia y la tecnología siguen estando desigualmente distribuidos en términos raciales, de género, económicos y geográficos".
Como subdirectora principal de ciencia y sociedad de la OSTP, Nelson supervisó la labor del grupo de trabajo sobre integridad científica, un organismo interinstitucional encargado por el presidente Biden, en el "Memorándum sobre el restablecimiento de la confianza en el gobierno a través de la integridad científica y la formulación de políticas basadas en la evidencia", de revisar las políticas y prácticas de integridad científica en el gobierno federal, incluidos los casos de injerencia política indebida en la investigación científica y la distorsión de datos y hallazgos científicos y tecnológicos.  Su cartera también incluye la política de ciencia abierta,  la política para reforzar y ampliar la participación en los campos STEM, y la política de tecnologías nuevas y emergentes. Copresidió el Equitable Data Working Group, un organismo creado por el presidente Biden mediante la Orden Ejecutiva 13985, Advancing Racial Equity and Support for Underserved Communities Through the Federal Government, y fue coautora de su informe. 
El 8 de octubre de 2021, Nelson fue coautora de un op-ed con el director de la OSTP Eric Lander, anunciando un proceso de planificación de políticas para la creación de una "Declaración de Derechos de la IA". El 4 de octubre de 2022, la OSTP publicó el "Plan para una Declaración de Derechos de la IA".
Como directora en funciones de la OSTP durante ocho meses, Nelson "impulsó la formulación de políticas motivada por... la idea de que las tecnologías emergentes deben construirse teniendo como base los derechos fundamentales de los ciudadanos en una sociedad democrática", incluidos los activos digitales, la innovación científica y tecnológica en materia de clima y energía, la inteligencia artificial, las tecnologías que mejoran la privacidad y medidas de salud pública como la calidad del aire interior para la mitigación del COVID-19. Nelson impulsó el Cancer Moonshot del Presidente Biden y administró el Gabinete del Cáncer. Alentó una mayor transparencia y compromiso con el público en la política científica y tecnológica, defendiendo el acceso público a la investigación federal, la ciencia comprometida con la comunidad y la comunicación frecuente con el exterior sobre el trabajo de la OSTP. Nelson representó a Estados Unidos en la política científica y tecnológica en el escenario mundial, incluso en la OCDE, la Academia Mundial de Ciencias, la reunión Geneva Science and Diplomacy Anticipator, en reuniones con la República de Corea, la Comisión Europea, el Consejo de Europa, los Países Bajos, Austria, Japón, el Reino Unido y otros, y como Jefa de Delegación en la reunión de Ministros de Ciencia del G7 en Frankfurt, Alemania. Los temas de esta última reunión incluyeron la protección de la libertad, integridad y seguridad de la ciencia y la investigación; las contribuciones de la investigación a la lucha contra el cambio climático; la investigación sobre el COVID-19 y sus impactos; y el apoyo a la reconstrucción del ecosistema de ciencia e investigación de Ucrania.
El mandato de Nelson en la OSTP finalizó en febrero de 2023 al concluir su excedencia por servicio público en el Instituto de Estudios Avanzados.
En octubre de 2023, fue propuesta por la Casa Blanca, y luego nombrada por el secretario general de las Naciones Unidas, António Guterres, para formar parte del Órgano Asesor de Alto Nivel de la ONU sobre Inteligencia Artificial.
El 15 de octubre de 2024, el presidente Biden anunció el nombramiento de Nelson para el Consejo Nacional de Ciencias de la Fundación Nacional de Ciencias.

## Escritos
Nelson investiga y escribe sobre las intersecciones entre ciencia, tecnología, medicina y desigualdad.  También ha escrito mucho sobre genética, genómica, raza y racialización.

### Década de 1990 a 2009
Nelson es pionera en el estudio de la raza y la tecnología, un campo de investigación que ayudó a establecer a finales de la década de 1990. En 2001, con coautores, Nelson contribuyó con un capítulo y coeditó con Thuy Linh N. Tu Technicolor: Race, Technology and Everyday Life, uno de los primeros trabajos académicos en examinar la política racial de la tecnocultura contemporánea.
Nelson fundó y dirigió la comunidad en línea Afrofuturism en 1998, y editó un número especial homónimo de la revista Social Text en 2002. También forma parte de un pequeño grupo de teóricos sociales del Afrofuturismo. En particular, su ensayo de 2002 "Future Texts" (Textos del futuro) aporta información sobre el acceso desigual a las tecnologías. Nelson explicó el Afrofuturismo como una forma de ver la posición de los negros que abarca temas de alienación y aspiraciones a un futuro mejor. Además, Nelson señala que los debates en torno a la raza, el acceso y la tecnología a menudo refuerzan las afirmaciones acríticas sobre la "brecha digital". El marco de la brecha digital, argumenta, puede sobredimensionar el papel del acceso a la tecnología en la reducción de la desigualdad frente a otros factores no técnicos. Señalando la labor de estereotipación racial del concepto de "brecha digital", escribe: "La negritud se construye como siempre opuesta a las crónicas de progreso impulsadas por la tecnología".
En febrero de 2005, Nelson fue nombrada una de las "13 personas negras notables en tecnología" por Black Voices.

### Desde 2010 hasta el presente
El libro de Nelson de 2011, Body and Soul: The Black Panther Party and the Fight Against Medical  fue señalado por Publishers Weekly como merecedor de "elogios por su consideración y minuciosidad", fue calificado por la American Historical Review de "obra importante y muy necesaria que marcará la pauta para los estudiosos", y fue aclamado por el destacado académico Henry Louis Gates, Jr. como "una revelación" y "un libro tremendamente importante". Body and Soul inspiró un número especial de octubre de 2016 de la revista American Journal of Public Health sobre el legado sanitario del Black Panther Party, del que Nelson fue coeditora y fue galardonado con varios premios, entre ellos el Mirra Komarovsky Book Award.
Con otros coautores, Nelson contribuyó con algunos capítulos, al libro Genetics and the Unsettled Past: The Collision of DNA, Race, and History, publicado en 2012.
En 2016, publicó The Social Life of DNA: Race, Reparations, and Reconciliation After the Genome, considerado un "libro de referencia".  Kirkus Reviews describió el libro de Nelson sobre los usos de las pruebas de ascendencia genética en las comunidades negras, como una obra "meticulosamente detallada" que "añade otro capítulo a la sombría historia de injusticia hacia los afroamericanos, pero... uno en el que la ciencia está enriqueciendo vidas al forjar nuevas identidades y conexiones con tierras ancestrales".
La escritora Isabel Wilkerson elogió el libro como la obra de "uno de los estudiosos más dotados de esta generación""" La vida social del ADN recibió una mención honorífica del Diana Forsythe Book Award 2021, fue finalista del Premio Hurston/Wright Legacy 2017 de No Ficción, y fue nombrado Libro Favorito de 2016 por The Wall Street Journal.

### Periódicos y otros escritos
Los escritos y comentarios de Nelson han aparecido en The New York Times, The Washington Post, The Boston Globe, The Guardian (Londres),  and The Chronicle of Higher Education, entre otras publicaciones.

## Premios y honores
Nelson ha recibido varios premios, honores y distinciones:
- Miembro de Phi Beta Kappa, Universidad de California, San Diego, 1994[9]
- Beca Henry Mitchell MacCracken y Beca del Decano, Universidad de Nueva York, 1995
- Beca de disertación Trustee, Skidmore College, 2000[90]
- Beca predoctoral Ann E. Plato, Trinity College, 2001
- Becaria no residente, Instituto W.E.B. Du Bois, Universidad de Harvard, 2005.
- Premio 13 Notable Blacks In Technology, Black Voices, 2005[73]
- Premio de la Familia Poorvu a la Excelencia Docente Interdisciplinar, Universidad de Yale, 2006[91]
- Fundación Ford, Postdoctoral Diversity Fellowship, 2006
- Beca de mejora profesional para profesores noveles, Woodrow Wilson National Fellowship Foundation y Andrew W. Mellon Foundation, 2006
- Beca para profesores noveles, Universidad de Yale, 2006
- Becaria del Centro Internacional de Estudios Avanzados de la Universidad de Nueva York, 2007.
- Becaria, Instituto Max Planck de Historia de la Ciencia, Berlín, 2011[92]
- Mirra Komarovsky Book Award por Body and soul, 2012[77]
- Asociación Sociológica Americana  por Body and Soul, 2012
- Premio Letitia Woods Brown por Body and Soul, 2012
- Premio al mejor libro de la Association for Humanist Sociology por Body and Soul, 2012
- Premio C. Wright Mills (finalista) por Body and Soul, 2012[93]
- Premio Just Wellness del Third Root Community Health Center por Body and Soul, una "obra en el nexo de la curación y la justicia social", 2013 [94]
- Premio de Cultura y Filosofía Afroamericana, Universidad de Purdue, 2014
- Miembro invitada, Academia de Estudios Africanos Avanzados, Universidad de Bayreuth, 2014[95]
- Libro favorito de 2016, The Wall Street Journal por The social life of DNA.
- Premio Hurston/Wright Legacy de no ficción (finalista) por The social life of DNA, 2017
- Elegida miembro de la Asociación de Investigación Sociológica, 2017
- Elegida miembro de la American Academy of Political and Social Science, 2018[96]
- Elegida miembro de The Hastings Center, 2018[97]
- Elegida entre las Top 35 Women in Higher Education, Diverse: Issues in Higher Education, 2020[98]
- Premio Diana Forsythe (mención honorífica) del Comité para la Antropología de la Ciencia, la Tecnología y la Informática, y de la Sociedad para la Antropología del Trabajo de la Asociación Antropológica Americana por The social life of DNA, 2020[82]
- Premio Morison, en reconocimiento a las personas destacadas que combinan los valores humanísticos con la eficacia en asuntos prácticos, especialmente en ciencia y tecnología, Massachusetts Institute of Technology, 2020[99]
- Elegida miembro de la Academia Estadounidense de las Artes y las Ciencias, 2020[100]
- Elegida miembro de la American Philosophical Society, 2020[101]
- Elegida miembro de la Academia Nacional de Medicina, 2020[102]
- Doctora honoris causa en Humane Letters, , CUNY: The City College of New York, 2021[103]
- Elegida miembro de la Asociación Americana para el Avance de la Ciencia, 2021[104]
- 2022 Premio Titán tecnológico, otorgado por la revistaWashingtonian[105]
- Doctora en Ciencias, honoris causa, Universidad de Rutgers, 2022[106]
- Nature's 10 Personas que dieron forma a la ciencia en 2022[107]
- Doctora Honoris Causa en Administración Pública, Northeastern University, 2023[108]
- Premio Campeona de la Libertad, Electronic Privacy Information Center, 2023[109]
- Premio Sage-CASBS, por "logros sobresalientes en las ciencias sociales y del comportamiento que hacen avanzar nuestra comprensión de cuestiones sociales apremiantes", Centro de Estudios Avanzados en Ciencias del Comportamiento, Universidad de Stanford, 2023 [110]
- Premio Friedrich Schiedel de Ciencias Sociales y Tecnología por su "trabajo pionero y contribuciones destacadas en la intersección de las ciencias sociales y la tecnología", Universidad Técnica de Múnich, 2023.
- Premio Titán tecnológico 2023, revista Washingtonian[111]
- Time 100 Cien personas más influyentes en Inteligencia Artificial, 2023[112]
- Federación de Científicos Estadounidenses Premio Servicio público, "por liderazgo en la regulación de la inteligencia artificial así como avances en la equidad en los campos STEM" 2023[113][114]
- Premio Líder Mundial en IA. Sociedad Mundial 2024[115]
- Premio Dorothy Irene Height/Premio Global Trailblazer en honor a "individuos que han contribuido significativamente en sus campos y han creado nuevas oportunidades y caminos para sí mismos y para otros", Universidad de Nueva York, 2024[116] [117]
- Premio Alumni Changemaker, Universidad de California en San Diego, 2024[118]
- 2024 Titán tecnológico, Washingtonian Magazine[119]
- Premio Morals & Machines, 2024[120]

## Vida personal
Nació en Bethesda, Maryland, en 1968, hija de Robert Nelson, miembro de carrera de la Marina estadounidense y contramaestre retirado, y de Delores Nelson, criptógrafa y analista de sistemas para el Ejército y el Departamento de Defensa de Estados Unidos. Es la mayor de cuatro hermanos, y se crio en San Diego, California. Nelson tiene una hermana, Andrea, y dos hermanos, Robert y Anthony. Estudió en la University of San Diego High School, una escuela privada católica y coeducacional.
Nelson está casada con Garraud Etienne, ejecutivo de una organización sin ánimo de lucro. Anteriormente estuvo casada con Ben Williams, editor ejecutivo de The Washington Post y ex editor digital de GQ y de New York Magazine.